# Naturpark Oberpfälzer Wald
Naturpark Oberpfälzer Wald er på 81.700 hektar og administreres af "Naturpark Oberpfälzer Wald e.V." .
Naturparken omfatter den nordlige del af Landkreis Schwandorff. Mod sydøst grænser den til Naturpark Oberer Bayerischer Wald, mod øst til Tjekkiet og mod nord til Naturpark Nördlicher Oberpfälzer Wald.
Floden Regen er farbar  for kanoer fra Blaibach til Regensburg, en strækning på 120 km. Der er et tæt net af vandre- og cykelruter i naturparken.